# Желябино
Желябино — деревня в Московской области России. Входит в городской округ Красногорск. 
Население — 131 чел. (2010).

## География
Расположена в западной части городского округа (на границе с городским округом Истра) и на северной окраине посёлка Нахабино (фактически срослась с ним), на пересечении местной дороги Нахабино — Козино и речки Грязева, через которую построен мост.
Наряду с жилыми домами много дачных участков и коттеджей. В полутора километрах к югу — Волоколамское шоссе.

## История
С 2005 до 2017 года деревня входила в городское поселение Нахабино Красногорского муниципального района.

## Население
| 2002 | 2006 | 2010 |
| ---- | ---- | ---- |
| 114  | →114 | ↗131 |